# اوبتر
اوبتر (به فرانسوی: Obterre) یک کمون در فرانسه است که در اندر واقع شده‌است. اوبتر ۲۸٫۴۷ کیلومتر مربع مساحت و ۲۴۱ نفر جمعیت دارد و ۱۲۰ متر بالاتر از سطح دریا واقع شده‌است.